# Daq Fīnū
Daq Fīnū (persiska: دق فینو) är en ort i Iran.   Den ligger i provinsen Hormozgan, i den sydöstra delen av landet, 1 000 km söder om huvudstaden Teheran. Daq Fīnū ligger 1 263 meter över havet och antalet invånare är 374.
Terrängen runt Daq Fīnū är varierad. Runt Daq Fīnū är det ganska glesbefolkat, med 50 invånare per kvadratkilometer. Närmaste större samhälle är Sīrmand, 12,6 km norr om Daq Fīnū. Trakten runt Daq Fīnū är ofruktbar med lite eller ingen växtlighet.